# Max Herzberger

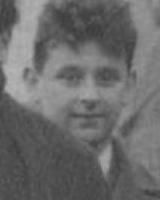
Herzberger (1930)

Maximilian „Max“ Jacob Herzberger (* 7. März 1899 in Berlin-Charlottenburg; † 9. April 1982 in New Orleans) war ein deutschamerikanischer Mathematiker, der sich mit geometrischer Optik befasste.

## Leben
Herzberger, der Sohn des Kaufmanns Leopold Herzberger, fiel schon am Gymnasium durch seine mathematische Begabung auf und war vom Mathematikunterricht deshalb befreit. Er studierte nach dem Abitur am Schiller-Realgymnasium 1917 in Berlin und Jena Mathematik und Physik und wurde 1923 in Berlin bei Issai Schur in Mathematik promoviert (Über Systeme hyperkomplexer Größen). Danach war er bei der Emil Busch AG in Rathenow, bei der Firma Leitz in Wetzlar und ab 1927 bei der Carl Zeiss AG in Jena. Trotz fast einstimmiger Befürwortung – bei einer Gegenstimme – der mathematisch-naturwissenschaftlichen Fakultät in Jena wurde 1930 eine Habilitation vom thüringischen Ministerium abgelehnt und 1934 wurde er bei Carl Zeiss (unter Missachtung der Stiftungsbestimmungen) entlassen, da er Jude war. Er ging nach Holland, wo er an der TH Delft Vorlesungen hielt, war 1934/35 in der Sowjetunion und danach bei Eastman Kodak in London tätig. 1935 ging er in die USA und war dort 30 Jahre bei Eastman Kodak in Rochester. 1965 bis 1969 war er Lehrbeauftragter für geometrische Optik an der ETH Zürich (Photographisches Institut, auf Einladung von W. F. Berg). Danach war er bis 1980 Consulting Professor an der Louisiana State University.
Er war auf dem Gebiet der geometrischen Strahlenoptik tätig, insbesondere behandelte er den vollen dreidimensionalen Fall und nicht nur zweidimensionale Idealisierungen. Er entwickelte eine Dispersionsformel für den sichtbaren Bereich bis ins nahe Infrarot und wandte sie zum Beispiel bei der Entwicklung von Superachromaten an (mit Nancy McClure 1963). 1935 bewies er mit Hans Boegehold (seinem Kollegen bei Zeiss), dass ein rotationssymmetrisches nicht teleskopisches optisches System höchstens zwei Objektflächen in der geometrischen Optik scharf abbilden kann.
Er gab die Optik-Arbeiten (Commentationes Optice, Teil 4) in der Euler-Gesamtausgabe heraus. Er war Schüler und Freund von Albert Einstein, der ihm auch ein Empfehlungsschreiben für Eastman Kodak in den USA schrieb und mit dem er korrespondierte.
1957 wurde er korrespondierendes Mitglied der Bayerischen Akademie der Wissenschaften. 1962 erhielt er die Frederic Ives Medal der Optical Society of America (OSA) und war 1962/63 Dozent für die OSA.
Er war mit Edith Kaufmann verheiratet und hatte drei Kinder. 1940 wurde er US-Staatsbürger.

## Schriften
- Strahlenoptik, Grundlehren der mathematischen Wissenschaften, Springer 1931
- Modern geometrical optics, Pure and Applied Mathematics 8, Interscience 1958

Einige Aufsätze:
- Über die Anwendung der Grundgesetze der geometrischen Optik auf andere physikalische Systeme, Physikalische Zeitschrift 32, 1931, 551–553
- Über ein Dualitätsprinzip in der Optik, Zeitschrift für Physik, 91, 1934, 323–328
- mit Boegehold: Kugelsymmetrische Systeme, Zeitschrift für Angewandte Mathematik und Mechanik (ZAMM), 15, 1935, 157–178
- Versuch eines Neuaufbaus der Gaußschen Optik unter Benutzung des optischen Dualitätsprinzips, Physica 2, 1935, 239–254
- First order laws in asymmetric optical systems, 1,2, J. Optical Society of America, 26, 1936, 354–359, 389–406
- Hamiltons characteristic function and Bruns eikonal, J. Opt. Soc. Am., 27, 1937, 135–137
- Optics in the large, J. Opt. Soc. Am., 27, 1937, 202–206
- Gaussian optics and Gaussian brackets, J. Opt. Soc. Am., 33, 1943, 651–655
- Direct methods in geometrical optics, Transactions Am. Math. Soc., 53, 1943, 218–229
- Studies in Optics 1,2, Quarterly J. Appl. Math., 2, 1944, 196–204, 1945, 336–341
- Image error theory for finite aperture and fields, J. Opt. Soc. Am., Band 38, 1948, 736–738, Band 42, 1952, 306–321
- Colour Correction in Optical Systems and a New Dispersion Formula. In: Journal of Modern Optics. 6, Nr. 3, 1959, S. 197–215 (Dispersionsformel)
- An analysis of the Euler-Lagrange equations, Prakt. Akad. Athenon, 36, 1961, 369–378
- mit N. McClure: The design of superachromatic lenses, Applied Optics 2, 1963, 553–560
- Some recent ideas in geometrical optics (Ives Medal Award Lecture), J. Opt. Soc. Am., 53, 1963, 661–671
- mit Donald R. Wilder: Characteristic functions for special image formations and for a general thick lense, J. Opt. Soc. Am., 54, 1965, 773–790